# Eduardo Di Loreto

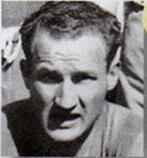
Eduardo Di Loreto

Eduardo Di Loreto (* 28. Oktober 1929 in Villa Mugueta, Provinz Santa Fe; † Februar 2010) war ein argentinischer Fußballspieler und -trainer, als welcher er nach Stationen in Argentinien lange Zeit in Frankreich wirkte.

## Spielerkarriere
Der 181 Zentimeter große Stoßstürmer begann seine Profilaufbahn 1949, als er in den Kader des argentinischen Erstligisten Rosario Central aufgenommen wurde. Allerdings kam er dort nicht über gelegentliche Einsätze hinaus. Für die Dauer des Kalenderjahrs 1950 gehörte er der Mannschaft des Ligakonkurrenten Ferro Carril Oeste an, wurde aber lediglich ein einziges Mal aufgeboten. Zum Jahreswechsel 1950/51 kehrte er zu Rosario zurück und konnte sich in der Folgezeit bei dem in die Zweitklassigkeit abgestiegenen Verein etablieren. Mit 28 Treffern in 24 Partien erzielte er in der Spielzeit 1951 die beste Torquote seiner Laufbahn und trug zugleich zum Wiederaufstieg des Teams bei. Trotz seines Erfolgs ging er nicht in die höchste Spielklasse des Landes mit, sondern wechselte zum Zweitligisten CA Sarmiento. Für Sarmiento traf er elfmal und konnte trotz einer ordentlichen Quote nicht an die vorherigen Erfolge anknüpfen. In Argentinien war er insgesamt auf sechs Erstligapartien mit einem Tor sowie 47 Zweitligapartien mit 39 Toren gekommen.
1953 verließ Di Loreto sein Heimatland und wechselte zum französischen Erstligisten Le Havre AC. Bei den Nordfranzosen steuerte er im Verlauf der Spielzeit 1953/54 zwölf Tore in 16 Begegnungen bei, musste aber dennoch den Abstieg in die zweite Liga hinnehmen. Die Saison 1954/55 verbrachte er als unangefochtener Stammspieler und zählte mit 27 Toren zu den erfolgreichsten Torschützen der Liga, scheiterte jedoch zugleich am Wiederaufstieg. Da er durch seine Leistungen Interesse bei den Vereinen in der französischen Eliteliga hervorgerufen hatte, konnte er trotz des verpassten Aufstiegs dank seiner Unterschrift beim FC Toulouse 1955 in die erste Liga zurückgelangen. Der Argentinier, der aufgrund seiner auffallenden Kopfballstärke in Frankreich als tête d’or (Goldkopf) bezeichnet wurde, schaffte bei Toulouse direkt den Durchbruch und war mit 14 bzw. 16 Toren in den Folgejahren wichtigster Torgarant seiner Mannschaft. Daneben erreichte er mit dem Team das nationale Pokalfinale 1957; im Endspiel war er mit einem Tor am 6:3-Erfolg gegen den SCO Angers beteiligt und fuhr damit den ersten Titel seiner Laufbahn ein. Es folgte ein weiteres Jahr, in dem er mit zehn die wenigsten Treffer seit seinem Durchbruch in Argentinien verbuchen konnte.
Nach drei Jahren in Toulouse wechselte Di Loreto 1958 zu seinem Ex-Klub Le Havre, der weiterhin in der zweiten Spielklasse antreten musste. Für diesen leistete er mit 24 Treffern einen wesentlichen Beitrag zum Gewinn der Zweitligameisterschaft 1959, die mit dem Aufstieg verbunden war. Dazu zog er im selben Jahr zum zweiten Mal in ein Pokalendspiel ein; allerdings stand er nicht auf dem Platz, als seine Kollegen sich durch ein 3:0 im Wiederholungsspiel gegen den FC Sochaux die Trophäe sicherten. Er spielte anschließend ein weiteres Jahr erstklassig, büßte dabei seinen Stammplatz ein und beendete 1960 mit 30 Jahren nach 123 Erstligapartien mit 59 Toren sowie 63 Zweitligapartien mit 51 Toren in Frankreich seine Profilaufbahn. Von 1960 bis 1961 lief er für den Viertligisten AAJ Blois auf.

## Trainerkarriere
Im Sommer 1962 wurde der Ex-Profi bei seinem früheren Verein Le Havre als neuer Trainer vorgestellt. Mit dem mittlerweile wieder zweitklassigen Verein scheiterte er als Viertplatzierter 1963 am Aufstieg und wurde danach nicht im Amt behalten. Er wechselte nach Blois, wo er ebenfalls gespielt hatte, und war dort für ein weiteres Jahr bis 1964 Trainer. Später kehrte er nach Argentinien zurück und starb in seiner Heimat 2010 im Alter von 80 Jahren an den Folgen eines Herzinfarkts.